# The Prisonaires
The Prisonaires was een Afro-Amerikaanse bluesgroep die in 1953 succes had met de single "Just Walkin' in the Rain". De bandleden zaten destijds in de gevangenis, de Tennessee State Penitentiary in Nashville (Tennessee).

## Geschiedenis
The Prisonaires werden geleid door Johnny Bragg. Hij zat sinds 1943 in de gevangenis nadat hij op zestienjarige leeftijd voor verkrachting werd veroordeeld. The Prisonaires ontstond toen Bragg zich bij Ed Thurman en William Stewart voegde, twee gospelzangers die beiden tot 99 jaar gevangenisstraf veroordeeld waren wegens moord. Verder speelden John Drue (drie jaar wegens diefstal) en Marcell Sanders (veroordeeld wegens doodslag) mee.
De groep werd ontdekt door de radioproducent Joe Calloway, die hen hoorde zingen terwijl hij zich voorbereidde op een nieuwsuitzending vanuit de gevangenis. Op initiatief van Calloway trad de groep in een van de uitzendingen op en zo werd de aandacht getrokken van Sam Phillips van Sun Records. Frank G. Clement, de gouverneur van Tennessee, was een groot liefhebber van hun muziek en gaf de groep verlof om met Phillips muziek op te nemen in de Sun Studio. Enkele weken later werd de single "Just Walkin' in the Rain" uitgebracht en al gauw werden hier 50.000 stuks van verkocht.
Het nummer werd in de late jaren vijftig door Johnnie Ray opgenomen. Deze versie bereikte de eerste plaats in de UK Singles Chart en werd een grote hit.
Johnny Bragg kwam in 1959 vrij en zette zijn muzikale carrière buiten de gevangenis voort. In 2004 stierf hij ten gevolge van kanker. William Stewart overleed aan een overdosis in 1959 in een motel in Florida. Marcel Sanders overleed in de late jaren zestig. Ed Thurman verongelukte in 1973 en John Drue kreeg kanker en overleed in 1977.

## Discografie

### Singles
1953
- "Just Walkin' in the Rain" / "Baby Please"
- "My God Is Real" / "Softly and Tenderly"
- "I Know" / "A Prisoner's Prayer"
- "Friends Call Me A Fool" (niet uitgebracht)

1954
- "There Is Love In You" / "What'll You Do Next"

1976 (bootlegs uit 1953)
- "I Wish" / "All Alone and Lonely"
- "Don't Say Tomorrow" / "No More Tears"
- "If I Were King" / "That Chick's Too Young to Fry"
- "Two Strangers" / "Lucille I Want You"
- "Dreaming of You" / "Surleen"

### Albums
1979
- Five Beats Behind Bars (verzamelalbum)

1990
- Just Walkin' in the Rain (verzamelalbum)